# Adelaide Kane
Pour l’article homonyme, voir Kane.
Adelaide Kane, née le 9 août 1990 à Claremont, est une actrice australo-britannique.
Elle se fait remarquer dans le soap opéra australien Les Voisins (2007) ainsi que dans la troisième saison de la série fantastique Teen Wolf (2013). Elle est révélée, au grand public, dans le rôle principal de la reine Mary (Marie) Stuart de la série dramatique et historique Reign (2013-2017). Elle décroche ensuite le rôle récurrent de Javotte alias Ivy Belfrey dans la septième et dernière saison de la série fantastique Once Upon a Time (2017-2018). Elle est aussi apparue dans l'épisode 18 de la quatrième saison de la série américaine This Is Us, plus récemment. Elle joue maintenant une des internes depuis la saison 19 de Grey's anatomy.

## Biographie
Adelaide Kane est née à Claremont, dans la banlieue de Perth, en Australie-Occidentale. Elle est écossaise du côté de son père et d'ascendance irlandaise, française et écossaise du côté de sa mère. Elle fréquente l'école anglicane des filles de St Hilda. Elle a un petit frère nommé William.
Ses parents divorcent lorsqu'elle a sept ans, Adelaide et son frère sont ensuite élevés par leur mère.

### Vie privée
Elle souffre d'un trouble d'anxiété généralisée et a parlé à plusieurs reprises de l'importance de briser la stigmatisation entourant les maladies mentales.
D'avril 2011 à juillet 2013, elle a été la compagne de l'acteur américain Connor Paolo.
De novembre 2014 à 2016, elle était en couple avec l'acteur britannique Sean Teale qu'elle a rencontré sur le tournage de Reign.
Entre avril 2017 et juin 2019 elle est en couple avec l'entrepreneur Joey Pauline,.
De juillet 2019 à 2020, elle fréquente l'acteur Jacques Colimon, qu'elle a rencontré sur le tournage de Into the Dark,
En février 2021, elle annonce sa bisexualité pour la saint Valentin.

## Carrière

### Débuts précoces à la télévision
Elle n'a que six ans lorsqu'elle commence à jouer la comédie dans des publicités ou des émissions pour bébés.
Adelaide a été choisie pour interpréter le rôle de Lolly Allen dans le feuilleton télévisé australien Les Voisins (Neighbours) après avoir participé à une compétition organisée par le magazine Dolly, en 2006.
À la suite de cela elle obtient un contrat de trois mois et emménage à Melbourne pour tourner la série. Cependant elle déclare la même année qu'elle quitte la série car son contrat n'a pas été renouvelé. Malgré cela, elle est nommée pour le Logie Awards de la meilleure révélation féminine. Il s'agit des récompenses les plus prestigieuses de la télévision en Australie, équivalent des Emmy Awards américains.
Elle interprète ensuite plusieurs rôles de 2009 à 2011 dont certains récurrent comme celui de Tenaya dans la série télévisée pour la jeunesse Power Rangers : RPM et celui de Charlie dans la série de Hulu, Pretty Tough. Elle joue également dans le téléfilm canadien Le Trésor secret de la montagne avec Paige Turco et Barry Bostwick.

### Révélation télévisuelle et débuts au cinéma

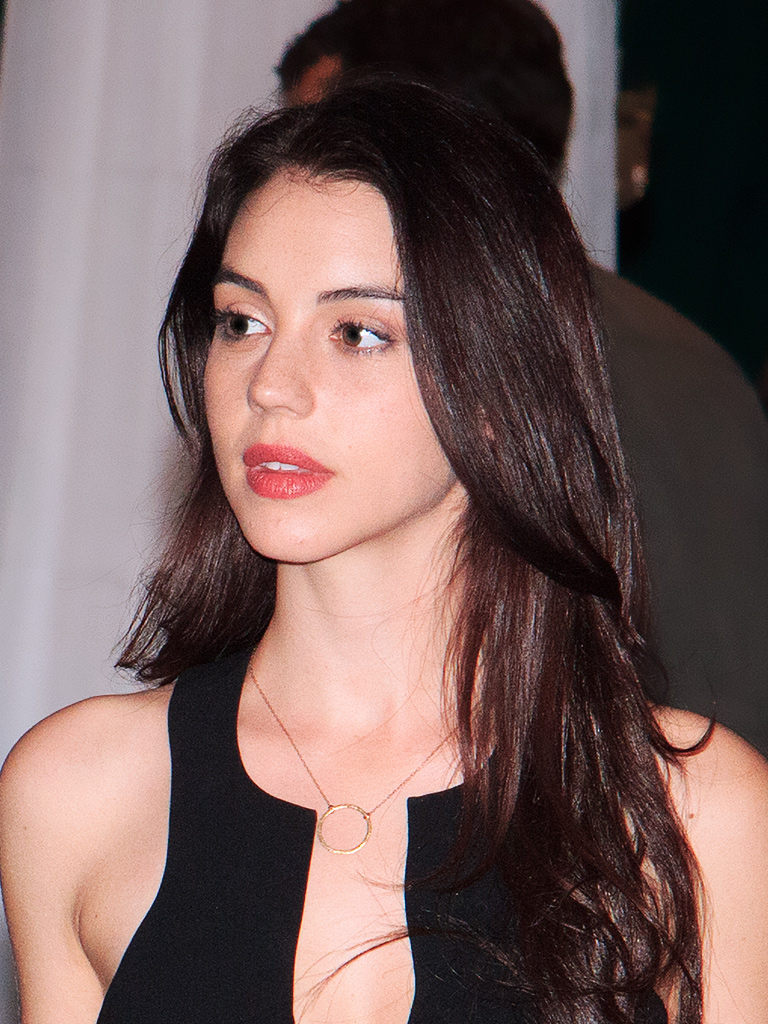
Lors du Festival international du film de Toronto 2013.

En 2011, elle joue un second rôle dans le petit film d'horreur Donner Pass, l'année d'après, un rôle mineur dans la comédie indépendante Goats avec David Duchovny, Vera Farmiga et Keri Russell, qui est un échec critique.

En novembre 2012, elle annonce avoir rejoint la distribution de la série fantastique Teen Wolf. Cette série télévisée, adaptée à partir du long métrage du même nom, est un succès auprès des jeunes. Son personnage, Cora Hale, est intégré lors de la saison 3, jusqu'en 2013. 

Logo de la série télévisée Reign : Le Destin d'une reine.

Au printemps 2013, elle est choisie par la CW pour incarner la reine Marie Ire d'Écosse dans leur série Reign. Le pilote ayant convaincu la chaîne, elle décide donc de quitter Teen Wolf pour se consacrer à cette série. Au cinéma, elle connait son premier succès dans le premier volet d'American Nightmare, qui fait recettes et déclenche une saga cinématographique.
Quand elle décroche le rôle de Marie Ire reine d'Écosse, elle est âgée de 23 ans. La série est librement inspirée de la vie de Marie Stuart, qui arrive à 15 ans à la cour de France du roi Henri II pour être fiancée au Prince François II. Elle est favorablement accueillie par la critique et c'est un succès d'audiences,,. L'interprétation d'Adelaide est notamment saluée par une citation au Festival de Monte-Carlo 2014 dans la catégorie meilleure actrice dans une série télévisée dramatique et pour le Teen Choice Awards de la révélation féminine.

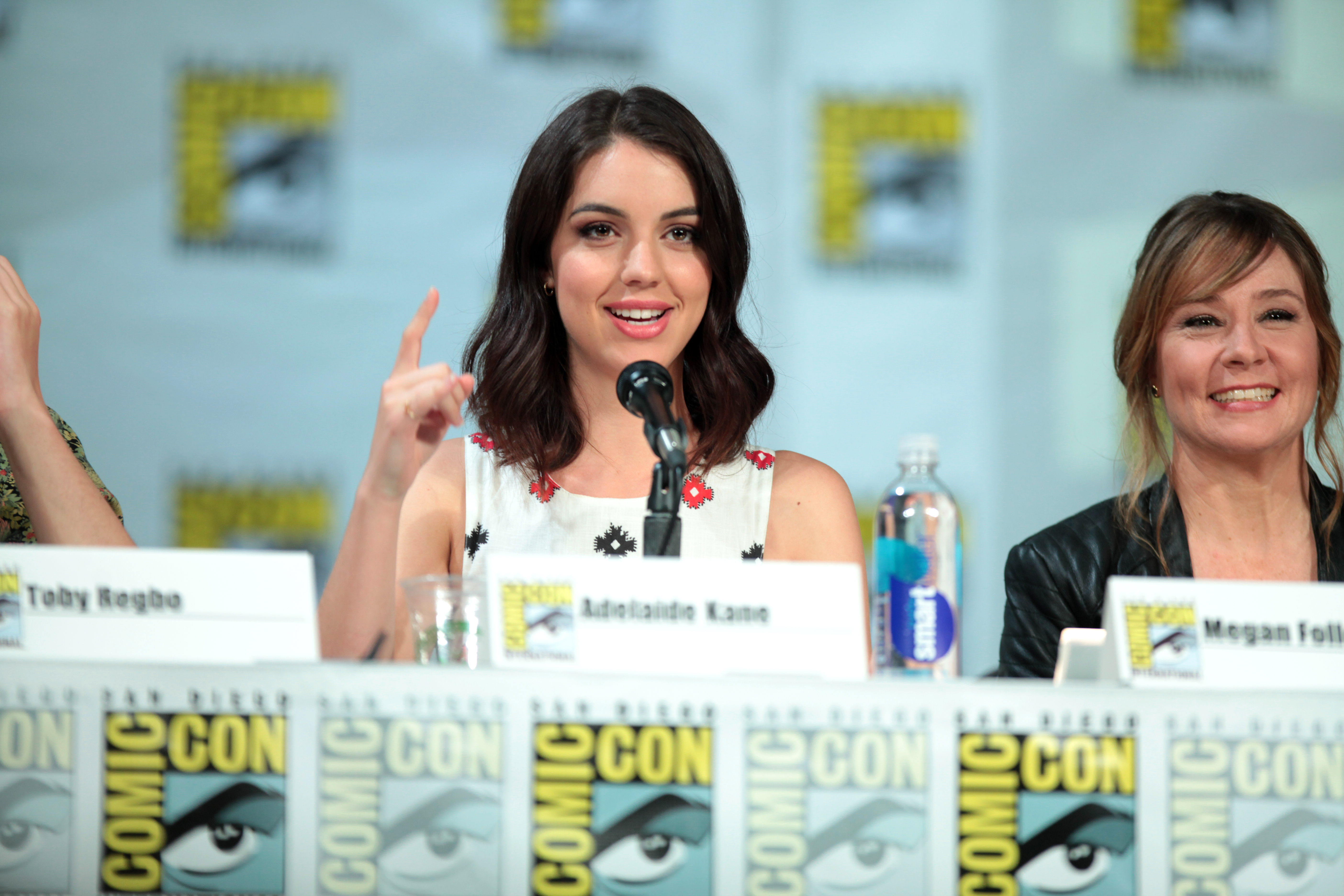
Adelaide Kane et Megan Follows lors du Comic-Con de San Diego, en 2014, pour la série télévisée Reign : Le Destin d'une reine.

Dans une interview qu'elle accorde à la chaine de télévision canadienne M3, elle se livre sur l'un des moments les plus difficiles qu'elle a du jouer dans la série lors de la saison 2 de Reign, pour un épisode au cours duquel elle est victime d'un viol : « C'était la pire chose que j'ai jamais eu à faire de toute ma vie, c'était horrible […], et la scène touche non seulement la victime mais aussi tous ceux qui sont liés à la victime. Ça a un effet d'entrainement, et ça touche beaucoup de monde. »,.
Parallèlement à cet engagement, elle retrouve David Duchovny, cette fois-ci dans un rôle plus important, pour le drame Louder Than Words, mais c'est un nouvel échec critique. Elle joue aussi dans les films d'horreur indépendants Blood Punch, qui est salué et The Devil's Hand. La série Reign est finalement arrêtée au terme de la quatrième saison et près de 80 épisodes, en 2017.
Elle rejoint ensuite la distribution de la saison 7 de Once Upon a Time, elle incarne Javotte de Tremaine l'une des méchantes belles-sœurs de Cendrillon. Elle rejoint la distribution récurrente de la série télévisée fantastique à la suite du départ de six des acteurs principaux et du reboot amorcé par l'équipe scénaristique. Cependant, les audiences de cette saison sont nettement inférieures aux attentes de la chaîne de diffusion, ce qui conduit à l'arrêt de la série.
Entre 2019 et 2020, elle rejoint la distribution des séries This Is Us et SEAL Team,,.
En 2022, elle obtient un rôle dans Grey's Anatomy.

## Filmographie

### Cinéma

#### Longs-métrages
- 2011 : Donner Pass d'Elise Robertson : Nicole
- 2012 : Goats de Christopher Neil : Aubrey
- 2013 : American Nightmare de James DeMonaco : Zoey Sandin
- 2013 : Louder Than Words d'Anthony Fabian : Stephanie Ferari
- 2014 : Blood Punch de Madellaine Paxson : Nabiki
- 2014 : The Devil's Hand (Where the Devil Hides) de Christian E. Christiansen (réalisateur) : Ruth Warren
- 2018 : Acquainted de Natty Zavitz : Cheri (également productrice)
- 2020 : The Swing of Things de Matt Shapira : Georgia
- 2021 : Cosmic Sin de Edward Drake : Fiona Ardene

#### Courts-métrages
- 2013 : A Letter Home de Markus Walter : Emily
- 2015 : Realm de Scott Speer : Claire Daniels
- 2021 : Omerta de Andrew Matarazzo

### Télévision

#### Séries télévisées
- 2007 : Les Voisins (Neighbours) : Lolly Allen (46 épisodes)
- 2009 : Power Rangers : RPM : Tenaya 7 / Tenaya 15 (32 épisodes)
- 2011 : Pretty Tough : Charlie (5 épisodes)
- 2013 : Teen Wolf : Cora Hale (12 épisodes)
- 2013 - 2017 : Reign : Le destin d'une reine : Marie Ire d'Écosse (Reine de France et d'Ecosse)
- 2016 - 2018 : Dragons : Race to the Edge : Mala (voix originale - 11 épisodes)
- 2017 - 2018 : Once Upon a Time : Javotte/Ivy Belfrey (15 épisodes)
- 2019 : Into the Dark : Wendy (saison 2, épisode 1)
- 2019 - 2020 : SEAL Team : Rebecca Bowen (20 épisodes)
- 2020 : This Is Us : Hailey Damon (saison 4, épisode 18)
- 2022 - : Grey’s Anatomy : Jules Millin
- 2023 : Star Trek: Strange New Worlds : Sera (saison 2, épisode 3)

#### Téléfilms
- 2010 : Le Trésor secret de la montagne (Secrets of the Mountain) de Douglas Barr : Jade Ann James
- 2017 : L'amour ne s'achète pas (Can't Buy My Love) de Farhad Mann : Lilly Springer
- 2018 : Une soirée inoubliable pour Noël de JB Sugar : Mia Pearson
- 2019 : A Sweet Christmas Romance de Michael Robison : Holly Grant

## Voix françaises
| - Victoria Grosbois dans : - Teen Wolf (série télévisée) - Reign : Le Destin d'une reine (série télévisée) - L'Amour ne s'achète pas (téléfilm) - SEAL Team (série télévisée) - This Is Us (série télévisée) - Star Trek: Strange New Worlds (série télévisée) - Marie Chevalot dans : - Once Upon a Time (série télévisée) - Cosmic Sin Et aussi - Jenna Thiam dans American Nightmare - Jessica Monceau dans Grey's Anatomy (série télévisée) |

## Distinctions
Sauf indication contraire ou complémentaire, les informations mentionnées dans cette section proviennent de la base de données IMDb.

### Nominations
- Logie Awards 2008 : Meilleure révélation féminine pour Les Voisins
- Festival de Monte-Carlo 2014 : Meilleure actrice dans une série télévisée dramatique pour Reign
- Teen Choice Awards 2014 : Révélation féminine dans une série télévisée pour Reign